# Jiménez kommun, Chihuahua
Jiménez är en kommun i Mexiko.   Den ligger i delstaten Chihuahua, i den centrala delen av landet, 1 000 km nordväst om huvudstaden Mexico City. Antalet invånare är 94 505. Arean är 11 074 kvadratkilometer.
Terrängen i Jiménez är kuperad.
Följande samhällen finns i Jiménez:
- José Mariano Jiménez
- Torreoncitos
- San Felipe
- Laguna de Palomas
- Zaragoza
- California
- Las Glorias Uno
- Nuevo Tampico
- El Aguila
- El Molino
- Miramontes
- Jacobo
- Miguel Hidalgo
- Ejido Lote Ocho